# حضارة ماجياياو

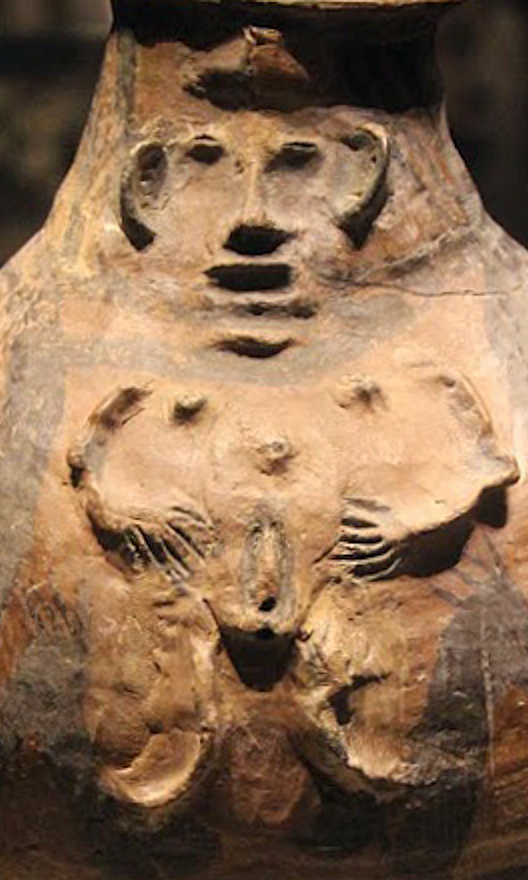
شخصية مجسمة على جرة فخارية مطلية تعود إلى ثقافة ماجياياو (3200-2000 قبل الميلاد) المتحف الوطني الصيني.

حضارة ماجياياو كانت مجموعة من مجتمعات العصر الحجري الحديث التي عاشت بشكل رئيسي في منطقة أعالي النهر الأصفر في شرق قانسو وشرق تشينغهاي وشمال سيتشوان بالصين. وُجدت هذه الثقافة من عام 3300 حتى عام 2000 قبل الميلاد. تُمثل ثقافة ماجياياو أول مرة استوطنت فيها المجتمعات الزراعية على نطاق واسع في منطقة أعالي النهر الأصفر، وتشتهر بفخارها الملون، الذي يُعتبر ذروة صناعة الفخار في ذلك الوقت.
استفادت ثقافة ماجياياو من الظروف المناخية الدافئة والرطبة من أواخر العصر الجليدي إلى الهولوسين الأوسط، مما أدى إلى ازدهار الإنتاج الزراعي ونمو سكاني سريع. تغيرت هذه الظروف مع جفاف أواخر العصر الهولوسيني، مما أدى إلى تدهور مادي وثقافي.
قد ترتبط ثقافة ماجياياو بتوسع الشعوب الصينية التبتية المبكرة خلال العصر الحجري الحديث.